# Listă de cărți despre comunismul în România
Aceasta este o listă de cărți despre comunismul în România:
- România și comunismul: 1919-1939, Iancu Moțu, Editura Corint, București, 2000
- Ideologie și structuri comuniste în România: 1 ianuarie 1920-3 fébruarie 1921, INST, 2001

- Instaurarea conducerii comuniste în România: mărturii 1946-1953, Aurel Marinescu, Editura Sinergii, 2000

- Comunismul în România, Ghița Ionescu, Ion Stanciu, Editura Litera, București, 1994
- România și comunismul: o istorie ilustrată, Dinu C Giurescu, Alexandru Ștefănescu, Ilarion Țiu, Editura Corint, [2010], București, [2010]
- O istorie a comunismului din România: manual pentru liceu, Polirom, 2009
- Amintiri din România socialistă: de la înflorire la faliment, Gheorghe Rafael-Ștefănescu, Editura Mirador, Arad, 2005, AmintiridinRomania.com 2010 - recenzie - recenzie

- Activiștii mărunți. Istorii de viață, Zoltan Rostas, Antonio Momoc, editura "Curtea Veche", 2007 - recenzie
- Covorul cu scorpioni, Gelu Ionescu, Editura Polirom, 2006 - interviu
- Cum era? Cam așa... Amintiri din anii comunismului (românesc), Călin-Andrei Mihăilescu, Editura Curtea Veche, 2006 - recenzie
- Explorări în comunismul românesc, Paul Cernat, Ion Manolescu, Angelo Mitchievici si Ioan Stanomir, Editura Polirom, Colectia „Plural“, Iasi, 2005, 544 p - recenzie
- Comunismul. O modernitate eșuată, Radu Preda, Editura Eikon, Cluj-Napoca, 2009 - recenzie Arhivat în 24 septembrie 2015, la Wayback Machine.

- Mitbiografia în comunism și postsocialism, Ionuț Costea, Editura Argonaut, Cluj, 2008 - recenzie Arhivat în 8 septembrie 2013, la Wayback Machine.
- Intelectuali români în arhivele comunismului, Dan Cătănuș, Mioara Anton, Editura Nemira, 2006
- Istoriografia română și cenzura comunistă: (1966 - 1977), Ion Zainea, Editura Universității din Oradea, 2010
- Scriitor în comunism, Ștefan Agopian, Editura MintRight Inc, 2014

- Politică externă comunistă și exil anticomunist, Armand Goșu, Polirom, 2004
- Explorări în comunismul românesc, Volume 1, Paul Cernat, Editura Polirom, 2004
- Amintiri din Epoca "de aur": O istorie adevarata, Daniel Malarcsek, Editura BoD – Books on Demand, 2013

- Comunismul în Banat : 1944-1965 : dinamica structurilor de putere în Timișoara și zonele adiacente, Eugen Mioc, Editura Excelsior Art, Timișoara, 2007-2010
- Transilvania roșie : comunismul român și  problema națională 1944-1965, Stefano Bottoni, Editura Institutului pentru Studierea Problemelor Minoritaților Naționale ; Kriterion, Cluj-Napoca, 2010

- De ce trebuie condamnat comunismul: anuarul Institutului de Investigare a Crimelor Comunismului în România., Editura Polirom, Iași, 2006
- Și noi am condamnat comunismul : din exilul parizian, Dinu Zamfirescu, Editura Paideia, București, 2008
- Biserica și comunismul, Petre F Alexandru, Editura Tipografia George Cerchez, Huși, 1937

- Cărți, filme, muzici și alte distracții din comunism (Romanian edition), Amelia Gheorghiță, Editura MintRight Inc, 2014

- România profundă în comunism: dileme identatare, istorie locală și economie secundară la Sântana, Liviu Chelcea, Puiu Lățea, Sorin Antohi, Editura Nemira, 2000

- Literatura si artele in Romania comunista 1948-1953 (epub), Cristian Vasile, Editura Humanitas, 2013

- Politicile culturale comuniste in timpul regimului Gheorghiu-Dej (epub), Cristian Vasile, Editura Humanitas, 2013

- Stalinism pentru eternitate: O istorie politică a comunismului românesc, Vladimir Tismăneanu, Editura Humanitas SA, 2014
- „Lumea secretă a nomenclaturii”, Vladimir Tismăneanu, Humanitas, 2012 - recenzie1 - recenzie2
- Despre comunism, Vladimir Tismăneanu, Editura Humanitas, 2011

- Banalitatea răului, Marius Oprea, 2002 - recenzie
- Serviciul de cadre al PCR ca poliție politică, Marius Oprea, Nicolae Videnie, Ioana Cirstocea, Andreea Nastase, Stejărel Olaru
- Ziua care nu se uită. Revolta brașovenilor din 15 noiembrie 1987, Marius Oprea(coord.), Flori Bălănescu, Stejărel Olaru, Editura Polirom, 2017
- Chipul morții: dialog cu Vladimir Bukovski despre natura comunismului, Marius Oprea, 2006

- Lupta mea pentru sindicate libere în România. Terorismul politic organizat de statul comunist, Vasile Paraschiv, Polirom, 2005
- „Așa nu se mai poate, tovarășe Nicolae Ceaușescu! - Memorii după 20 de ani”, Vasile Paraschiv, Editura Curtea Veche, 2007.
- Strigăt pentru adevăr și dreptate, Vasile Paraschiv, Timișoara, 2009

- Documentul autentic: sau amintiri din închisorile comuniste din România, Slomo Sitnovitzer, Editura S. Sitnovitzer, 2003
- Ce se întâmplă în România?: un proces al comunismului, globalizării și materialismului societății de consum ; criza de morală a conducătorilor, Radu Iacoboaie, Editura Pim, 2005
- Rola 800. Constantin Hagea, omul care a umilit Securitatea, Marius Oprea, Corint Books, 2018